# مسلحة
المسلحة هي ثكنات الجيش ومخافر عسكرية يخزن فيها السلاح مع عدد من الجنود في المواضع المخافة وهي مثل «المرقب» و«الثغر»، وغرضها يشبه الغرض الأكوات، استخدم الغساسنة والمناذرة المسالح قبل الإسلام واستخدمت كذلك في صدر الإسلام وتدعى كذلك «المناظر».